# Iragua fractilinea
Iragua fractilinea är en insektsart som beskrevs av Fowler 1899. Iragua fractilinea ingår i släktet Iragua och familjen dvärgstritar. Inga underarter finns listade i Catalogue of Life.